# Novapus laticollis
Novapus laticollis är en skalbaggsart som beskrevs av Blackburn 1890. Novapus laticollis ingår i släktet Novapus och familjen Dynastidae. Inga underarter finns listade i Catalogue of Life.